# کارل لامبلی
کارل لامبلی (انگلیسی: Carl Lumbly؛ زادهٔ ۱۴ اوت ۱۹۵۱) یک هنرپیشه اهل ایالات متحده آمریکا است. وی از سال ۱۹۷۷ میلادی تاکنون مشغول فعالیت بوده‌است.

## گزیده فیلمشناسی
از فیلم‌ها یا برنامه‌های تلویزیونی که وی در آن نقش داشته‌است می‌توان به آثار زیر اشاره کرد.
- فرار از آلکاتراز (فیلم) (۱۹۷۹)
- ماجراهای بوکارو بانزایی در بعد هشتم (۱۹۸۴)
- پنجره اتاق خواب (۱۹۸۷)
- سفر به آمریکا (۱۹۸۸)
- قضاوت در برلین (۱۹۸۸)
- ارتفاعات آرام (فیلم) (۱۹۹۰)
- مردان افتخار (۲۰۰۰)
- مهاجران (فیلم ۲۰۰۸) (۲۰۰۸)
- لیگ عدالت: نفرین (۲۰۱۲)
- لیگ عدالت: خدایان و هیولاها (۲۰۱۵)
- درمانی برای سلامتی (۲۰۱۶)
- دکتر اسلیپ (فیلم) (۲۰۱۹)
- وضعیت اضطراری! (۱۹۷۹)
- لو گرانت (مجموعه تلویزیونی) (۱۹۸۰)
- همه آمریکایی هستند (۱۹۸۸)
- پرونده‌های ایکس (۱۹۹۶)
- سوپرمن: مجموعه پویانمایی (۱۹۹۷–۱۹۹۸)
- بخش فوریت‌های پزشکی (مجموعه تلویزیونی) (۱۹۹۹)
- لیتل ریچارد (فیلم) (۲۰۰۰)
- بال غربی (مجموعه تلویزیونی) (۲۰۰۰)
- آلیاس (۲۰۰۱–۲۰۰۶)
- برده‌داری و ساخت آمریکا (۲۰۰۵)
- ناوبر فضایی گالاکتیکا (مجموعه تلویزیونی ۲۰۰۹) (۲۰۰۶)
- پرونده سرد (۲۰۰۸)
- قاتل حروف الفبا (۲۰۰۸)
- آناتومی گری (مجموعه تلویزیونی) (۲۰۰۸)
- چاک (مجموعه تلویزیونی) (۲۰۰۸)
- بتمن شجاع و جسور (۲۰۰۹)
- ذهن‌های جنایتکار (۲۰۱۰)
- ان‌سی‌آی‌اس (۲۰۱۱)
- فامیلی گای (۲۰۱۴)
- باغ‌وحش (مجموعه تلویزیونی) (۲۰۱۵)
- یگان ۶ (۲۰۱۷)
- شک (مجموعه تلویزیونی) (۲۰۱۷)
- ان‌سی‌آی‌اس: لس آنجلس (۲۰۱۷–۲۰۱۸)
- سوپرگرل (مجموعه تلویزیونی ۲۰۱۵) (۲۰۱۷–۲۰۱۸)
- این ما هستیم (مجموعه تلویزیونی) (۲۰۱۹)
- کربن تغییر یافته (۲۰۲۰)
- فالکون و سرباز زمستان (۲۰۲۱)